# Karl Ernst Hermann Krause

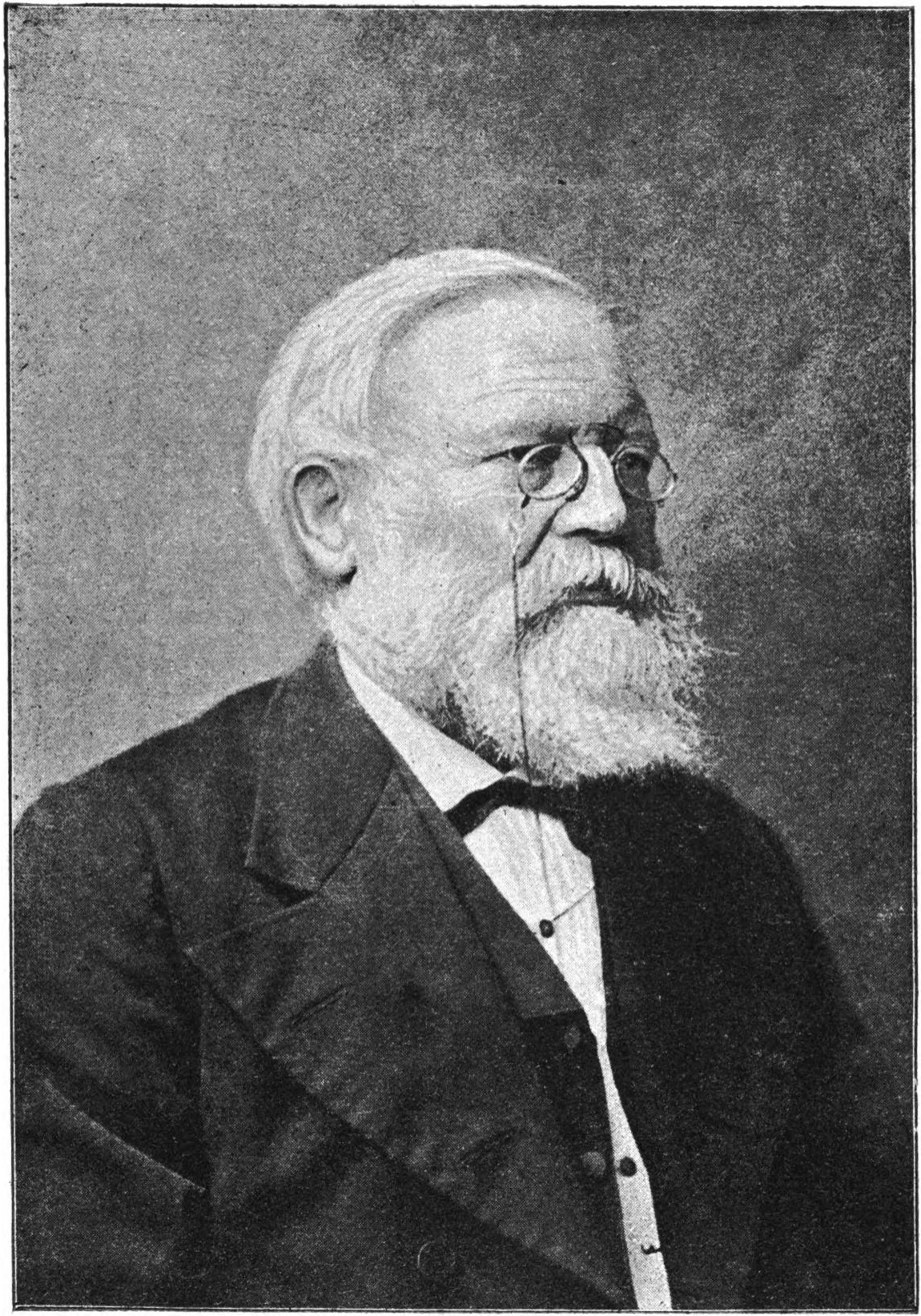
Hermann Krause

Karl Ernst Hermann Krause, eigentlich Hermann Krause (* 10. September 1822 in Northeim; † 28. Mai 1892 in Rostock) war ein deutscher Philologe, Gymnasiallehrer und niederdeutscher Sprachforscher.

## Leben
Hermann Krause wurde als Sohn des Rittmeisters der King’s German Legion Louis Krause in Northeim geboren. Er besuchte dort das Gymnasium, anschließend das Pädagogium in Ilfeld. Er schrieb sich 1841 an der Universität Göttingen ein und studierte dort bei Friedrich Wieseler und Karl Friedrich Hermann Philologie und Mathematik. 1845 erwarb er die Lehrbefähigung für die Fächer Philologie, Geschichte, Geographie und Mathematik. Er lehrte zunächst in Northeim und Göttingen und wurde 1846 an die Lüneburger Ritterakademie berufen. Nachdem die Ritterakademie aufgehoben worden war, folgte 1850 die Versetzung an das Gymnasium in Stade. 1865 wurde er als Leiter an die Große Stadtschule Rostock berufen. In den folgenden Jahren reformierte er das gesamte höhere Schulwesen Rostocks. Am 28. Mai 1892 erlag er in Rostock einem Herzleiden.
Sein Nachlass liegt im Stadtarchiv Rostock und im Archiv des Stader Geschichts- und Heimatvereins im Niedersächsischen Landesarchiv in Stade.
Krause war seit 1857 in zweiter Ehe verheiratet mit Henriette, geb. Wyneken, der Schwester seiner früh verstorbenen ersten Frau Johanna geb. Wyneken. Aus dieser Ehe gingen eine Tochter und drei Söhne hervor, darunter der Botaniker Ernst Krause und der Archivar Ludwig Krause. Sein Enkel war der Rechtshistoriker Hermann Krause.

## Wirken
Krause war vielseitig interessiert. Schon in seiner Jugend betrieb er botanische und mineralogische Studien. Er studierte die Niederdeutsche Sprache und die Natur und Geschichte seiner Wirkungsorte. Er trat den jeweiligen örtlichen historischen Vereinen bei oder half diese als konstituierendes Mitglied erst zu schaffen, darunter den Verein für Geschichte und Alterthümer der Herzogthümer Bremen und Verden, den Verein für Rostocks Altertümer, dessen Stellvertreter des Vorsitzenden er von 1883 bis 1890 war, oder den Verein für hansische Geschichte. Zudem war er von 1884 bis 1893 Vorsitzender des Vereins für niederdeutsche Sprachforschung. Mit vielen weiteren Vereinen korrespondierte er und veröffentlichte kleine Beiträge in deren Schriften.
Der Schulmann Krause hat nie eine größere wissenschaftliche Arbeit veröffentlicht, seine Kurze hochdeutsche Sprachlehre war mehr für den Schulgebrauch konzipiert. Er veröffentlichte aber eine große Zahl wissenschaftlicher Aufsätze und Mitteilungen, die seine breitgefächerten Interessen widerspiegeln. So veröffentlichte er auch Beiträge über zoologische und botanische Themen, über Kulturgeschichte bis hin zur Numismatik. In den Jahresberichte der Geschichtswissenschaft war er Beiträger für die norddeutschen Küstenlande.
Hermann Krause war Mitarbeiter beim Deutschen Wörterbuch der Brüder Grimm und schrieb rund 400 Artikel der Allgemeinen Deutschen Biographie. Viele der biographierten Personen wären ohne sein Zutun nicht in die Allgemeine Deutsche Biographie aufgenommen worden und betreffen Personen der Spezialgeschichte seines Wirkungsbereichs.

## Auszeichnungen
Die Universität Rostock verlieh ihm am 1. Februar 1880 die Ehrendoktorwürde Doctor philosophiae honoris causa.

## Veröffentlichungen (Auswahl)
- Ortolf von Baierland. In: Allgemeine Deutsche Biographie. Band 24, 1886, S. 454.
- Kurze hochdeutsche Sprachlehre. Stade 1855; 5. Auflage ebenda 1882.
- Der Stader Aufruhr wider Andreas Buck 1376. Heimberg, Stade 1858.
- Aus dem Todtenbuche des St. Johannis-Klosters vom Prediger-Orden zu Rostock. Adler, Rostock 1875 (Digitalisat).
- Zwei niederdeutsche Gebete des 15. Jahrhunderts. Rostock 1875. (Digitalisat in der Google-Buchsuche-USA).
- Van der Rostocker Veide. Rostocker Chronik von 1487–1491. Rostock 1880 (Digitalisat in der Google-Buchsuche-USA).